# Keroplatus notaticoxa
Keroplatus notaticoxa är en tvåvingeart som beskrevs av Senior-white 1922. Keroplatus notaticoxa ingår i släktet Keroplatus och familjen platthornsmyggor.
Artens utbredningsområde är Sri Lanka. Inga underarter finns listade i Catalogue of Life.